# Мироновское муниципальное образование (Иркутская область)
Мироновское муниципальное образование — упразднённое муниципальное образование со статусом сельского поселения в
Киренском районе Иркутской области России. Административный центр — поселок Мироново.
Законом Иркутской области от 9 июля 2015 года № 65-ОЗ, с 1 августа 2015 года, Коршуновское муниципальное образование и Мироновское муниципальное образование были преобразованы, путём их объединения, в Коршуновское сельское муниципальное образование.

## Демография
По результатам Всероссийской переписи населения 2010 года
численность населения муниципального образования составила 65 человек, в том числе 39 мужчин и 26 женщин.

## Населенные пункты
В состав муниципального образования входили населённые пункты:
- Мироново
- Дарьина
- Ичера[3]